# Kolačkov
Kolačkov (Hongaars: Kalács) is een Slowaakse gemeente in de regio Prešov, en maakt deel uit van het district Stará Ľubovňa.
Kolačkov telt 1.122 inwoners.